# إليجاه بلو ألمان
إليجاه بلو ألمان (بالإنجليزية: Elijah Blue Allman)‏ هو عازف قيثارة ومغني أمريكي، ولد في 10 يوليو 1976 في بيفرلي هيلز في الولايات المتحدة.

## وصلات خارجية
- إليجاه بلو ألمان على موقع IMDb (الإنجليزية)
- إليجاه بلو ألمان على موقع ميوزك برينز (الإنجليزية)
- إليجاه بلو ألمان على موقع أول ميوزيك (الإنجليزية)
- إليجاه بلو ألمان على موقع ديسكوغز (الإنجليزية)